# ديفيد ستانلي سميث
ديفيد ستانلي سميث (بالإنجليزية: David Stanley Smith)‏ هو ملحن أمريكي، ولد في 6 يوليو 1877 في توليدو في الولايات المتحدة، وتوفي في 17 ديسمبر 1949 في نيو هيفن في الولايات المتحدة.

## وصلات خارجية
- ديفيد ستانلي سميث على موقع ميوزك برينز (الإنجليزية)